# Engyodontium
Engyodontium — рід грибів родини Cordycipitaceae. Назва вперше опублікована 1978 року.

## Класифікація
До роду Engyodontium відносять 7 видів:
- Engyodontium album
- Engyodontium albus
- Engyodontium arachnophilum
- Engyodontium aranearum
- Engyodontium geniculatum
- Engyodontium parvisporum
- Engyodontium rectidentatum